# Membranipora puelcha
Membranipora puelcha är en mossdjursart som först beskrevs av d'Orbigny 1842.  Membranipora puelcha ingår i släktet Membranipora och familjen Membraniporidae. Inga underarter finns listade i Catalogue of Life.